# Странник в своём отечестве
«Странник в своём отечестве» (исп. El peregrino en su patria) — роман испанского писателя Лопе де Веги, написанный в 1603 году и впервые опубликованный в 1605 году.
Главные герои романа — Панфило де Лухан и Ниса, двое влюблённых, которым приходится пройти через многочисленные испытания. В финале они отказываются от мирской жизни и уходят в монахи. Роман включает четыре «аутос сакраменталес», рассказывающих о странствиях души. Пролог к первому изданию содержит перечень пьес Лопе, включающий 218 названий. В издании 1618 года содержится обновлённый перечень, ещё более объёмный.
Книга обрела большую популярность у читателей: за первые 10 лет она издавалась шесть раз и была переведена на английский язык. Исследователи видят в «Страннике» черты византийского романа странствий.